# Orden de Skanderbeg (1925-1990)
La Orden de Skanderbeg (en albanés: Urdhëri i Skënderbeut) fue instituida en 1925 como una Orden de Mérito del Reino de Albania. Fue reemplazada durante el gobierno comunista en 1945 por un premio nuevo con el mismo nombre. Skanderbeg es el héroe nacional del pueblo albano.
La familia real albanesa mantiene la orden de Skanderbeg, la que solo ha sido otorgada a un selecto número de personas desde la caída de la monarquía en 1939. Esta orden no debería ser confundida con las órdenes republicanas actuales otorgadas por la cabeza del estado albanés.

## Descripción
La versión comunista de la Orden fue creada el 13 de octubre de 1945 con tres clases. El diseño de medalla incluía una imagen de Skanderbeg en una estrella de cinco puntas y las cintas eran rojo con una a tres rayas azules según la clase de premio.
Fue otorgada a oficiales del Ejército del Pueblo albanés y el Ministerio de Asuntos Interiores como reconocimiento de servicios al país y al pueblo, por la organización, modernización y reforzamiento de las fuerzas armadas.

## Historia
El presidente y luego rey de Albania, Ahmet Zogu la fundó como una orden con cuatro grados. Después de la anexión italiana de Albania su sucesor, Víctor Manuel II, rey de Italia y de Albania, emperador de Etiopía, añadió un quinto grado, Oficial, en 1940.
En 1945 la República Socialista Popular de Albania decidió reemplazar la orden. Ese mismo año una nueva orden con el mismo nombre fue fundada, siguiendo la tipología de las Órdenes Socialistas al Mérito, con tres grados. Fue otorgada hasta la caída de Comunismo albanés en 1990. Otro premio honorario portador del nombre Skanderbeg, también conocida como la Orden de Skanderberg, ha sido instituida por la actual República albanesa.

## Destinatarios
- 1927 - Kiamil bey Vlora (Caballero).
- Sir Edward Boyles.
- Marqués Giacomo Paulucci di Calboli.
- 1930 - Tte. Cnel. Edward Cuthbert de Renzy-Martin (Comandante).
- 1930 - Tte. Cnel. Herbert John Mackenzie (Comandante).
- 1930 - Tte. Cnel. Walter Francis Stirling (Gran Cordón).
- General Xhemal Aranitasi, excomandante en jefe del Real Ejército Albanés.
- 1931 - Charles Telford Erickson (Comandante).
- 1933 - Herman Bernstein.
- 1934 - Edwin Cripwell (Comandante), Cónsul Honorario albanés en Londres.
- 1937 - Tte. Cmte. Conway Vivian Dodgson (Comandante).
- 1937 - Capitán Waldene Edgar Bredin (Comandante).
- 1937 - Almirante Thaon di Revel (Gran Cordón)
- Sir Jocelyn Percy (Gran Cordón)
- Capitán Fiqri Dine (Oficial)
- Prenk Pervizi (Oficial)
- Muharrem Bajraktari (Oficial)
- Hysni Dema (Oficial)
- Hysen Selmani (Oficial)
- Coronel Shefki Shatku (Gran Oficial)
- Coronel Djémal Laçi (Gran Oficial)
- Alfred Rappaport von Arbengau (Gran Cordón)
- Mehdi bey Frasheri (Gran Cordón)
- Iliaz bey Vrioni (Gran Cordón)
- Kostaq Kotta (Gran Cordón)
- Musa Juka (Gran Cordón)
- Malik bey Libohova (Comandante)
- Ekrem bey Libohova (Gran Cordón)
- Rauf Fico bey (Gran Cordón)
- 1939 - Roger Peyrefitte (Caballero), última condecoración otorgada por el rey Zog
- Paul Adamidi bey Frasheri (Gran Cordón)
- 1975 - Abas Kupi (Gran Cordón)
- Julián Amery (Gran Cordón)
- 1978 - Peter Kolonen.
- 1988 - Konstanty von Hanff (Gran Cordón).

Para los premios subsiguientes ver Orden de Skanderbeg (1990).